# Bedshaped
Singles de Keane
Everybody's Changing
(2003) This Is the Last Time
(2004)
Pistes de Hopes and Fears
Untitled 1
Bedshaped est une chanson du groupe de rock alternatif Keane, extraite de l'album Hopes and Fears. Elle est sortie en single le 16 août 2004.

## Clip de la chanson
Le clip se présente sous la forme d'un court-métrage d'animation en volume, dans lequel on voit un homme se baladant nu dans la ville, en pleine nuit. Les membres du groupe apparaissent sous la forme de dessins animés.
Bedshaped est une expression anglaise qui pourrait se traduire en français par le fait d'être paralysé, immobile, endormi dans un lit d’hôpital, et ainsi ne faire qu'un avec son lit  (prendre la forme de son lit = bed shaped).